# 394. Feldausbildungs-Division
Die 394. Feldausbildungs-Division war eine deutsche Infanteriedivision im Zweiten Weltkrieg.

## Geschichte

### Aufstellung
Die Division wurde am 18. Dezember 1943 als Feldausbildungs-Division für die Heeresgruppe Nordukraine in der Sowjetunion aus Teilen der 143. und 147. Reserve-Division für den Wehrkreis III aufgestellt.

### Verwendung der aufgestellten Truppenteile
Die Aufstellung der Division wurde Ende Januar 1944 abgebrochen. Die aufgestellten Teile wurden dem Feldausbildungs-Regiment Nordukraine zugeordnet.

## Gliederung
Die 394. Feldausbildungs-Division ist gegliedert in:
- Feldausbildungs-Regiment 562
- Feldausbildungs-Regiment 563
- Feldausbildungs-Regiment 564